# Up or Down?
Pour plus de détails, voir Fiche technique et Distribution.
Up or Down? est un film américain réalisé par Lynn Reynolds, sorti en 1917.

## Synopsis
Allan Corey, un jeune écrivain à court d'idées, rencontre Mike alors que celui-ci se bat avec un homme qui maltraitait son cheval, et lui propose de l'accompagner dans l'Ouest. Mike, qui vient de sortir de prison, accepte, mais avec l'intention de redevenir hors-la-loi dès que possible. Ils s'arrêtent au ranch d'Esther Hollister, à partir duquel Mike effectue des vols en prenant soin de prendre avec lui plusieurs chevaux pour que l'on croit que ces vols ont été faits pat le gang de Texas Jack, qui se cache dans la région.
Un jour, Esther est témoin de l'inaction d'Allan pour empêcher un pillage de banque auquel ils assistent. Comme elle lui en veut pour cela, Allan, pour prouver son courage, part à la recherche du gang de Texas Jack et arrive à les capturer tout seul, de plus il trouve un butin, qui est en fait celui que Mike avait caché non loin. Cette aventure donne à Allan des idées pour son prochain roman et rend Esther amoureuse de son nouvel héros. Mike, ne voulant pas voir ces bandits condamnés à tort, les fait s'évader, mais, au lieu de retourner à sa vie de criminel, il décide de revenir au ranch pour aider ses partenaires.

## Fiche technique
- Titre original : Up or Down?
- Réalisation : Lynn Reynolds
- Scénario : Lynn Reynolds et Burke Jenkins, d'après une idée originale de Henry Herbert Knibbs
- Photographie : Clyde Cook
- Société de production : Triangle Film Corporation
- Société de distribution : Triangle Distributing Corporation
- Pays d'origine :  États-Unis
- Langue originale : anglais
- Format : noir et blanc — 35 mm — 1,37:1 — Film muet
- Genre : Western
- Durée : 50 minutes
- Dates de sortie : États-Unis : 4 novembre 1917
- Licence : Domaine public

## Distribution
- George Hernandez : Mike
- Fritzi Ridgeway : Esther Hollister
- John Gilbert : Allan Corey
- Elwood Bredell : le garçon
- Jack Curtis : Texas Jack
- Graham Pettie : le shérif
- Edward Burns : le contremaître du ranch